# Волошово
Волошово — посёлок в Лужском районе Ленинградской области. Административный центр Волошовского сельского поселения.

## История
Впервые упоминается в писцовых книгах Шелонской пятины 1571 года, как деревня в Валашеве — 4 обжи, в Бельском погосте Новгородского уезда.
Деревня Волошова обозначена на карте Санкт-Петербургской губернии 1792 года А. М. Вильбрехта.
Деревня Волошова и смежная с ней деревня Горки, упоминаются на карте Санкт-Петербургской губернии Ф. Ф. Шуберта 1834 года.

ВАЛАШОВО — деревня принадлежит: девице Елизавете Лавровой, число жителей по ревизии: 32 м. п., 35 ж. п.

чиновнику 5-го класса Алексею Палибину, число жителей по ревизии: 31 м. п., 32 ж. п.

коллежскому советнику Ивану Палибину, число жителей по ревизии: 28 м. п., 36 ж. п. (1838 год)

Деревня Волошова отмечена на карте профессора С. С. Куторги 1852 года.

ВАЛАШОВО — деревня господ Лавровой и Палибиных, по просёлочной дороге, число дворов — 22, число душ — 120 м. п. (1856 год)

Согласно X-ой ревизии 1857 года деревня состояла из трёх частей:

1-я часть: число жителей — 30 м. п., 35 ж. п. (из них дворовых людей — 2 м. п., 1 ж. п.)

2-я часть: число жителей — 25 м. п., 23 ж. п. (из них дворовых людей — 3 м. п., 1 ж. п.)

3-я часть: число жителей — 39 м. п., 40 ж. п.

ВАЛАШОВО — деревня владельческая при ключе, число дворов — 31, число жителей: 125 м. п., 137 ж. п. (1862 год)

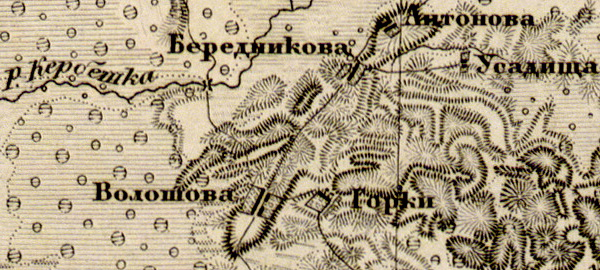
Деревня Волошово на карте 1863 года

Согласно карте из «Исторического атласа Санкт-Петербургской Губернии» 1863 года на месте современного посёлка находились деревни Волошова и Горки.
Согласно подворной описи Бередниковского общества Бельско-Сяберской волости 1882 года, деревня называлась Валашово и состояла из трёх частей:

1) бывшее имение Надежды Палибиной, домов — 19, семей — 10, число жителей — 41 м. п., 50 ж. п.; разряд крестьян — собственники.

2) бывшее имение Юлии Палибиной, домов — 20, семей — 11, число жителей — 38 м. п., 39 ж. п.; разряд крестьян — собственники.

3) бывшее имение Пикторова, домов — 24, семей — 15, число жителей — 59 м. п., 41 ж. п.; разряд крестьян — временнообязанные.
В 1882 году временнообязанные крестьяне деревни выкупили свои земельные наделы у Е. Н. Пикторова и стали собственниками земли.
Согласно материалам по статистике народного хозяйства Лужского уезда 1891 года, имение при селении Валашово принадлежало дворянину Е. Н. Пикторову, имение было приобретено до 1868 года.
В XIX — начале XX века деревня административно относилась к Бельско-Сяберской волости 4-го земского участка 2-го стана Лужского уезда Санкт-Петербургской губернии.
По данным «Памятной книжки Санкт-Петербургской губернии» за 1905 год деревня называлась Волашова и входила в Бередниковское сельское общество.
С 1917 по 1927 год деревня находилась в составе Бередниковского сельсовета Бельско-Сяберской волости Лужского уезда.
С августа 1928 года, в составе Волошовского сельсовета Лужского района.
По данным 1933 года деревня Волошово являлась административным центром Волошовского сельсовета Лужского района, в который входили 5 населённых пунктов: деревни Антоново, Бердниково, Волошово, Волошовская Горка, Усадище, общей численностью населения 1260 человек.
По данным 1936 года в состав Волошовского сельсовета входили 6 населённых пунктов, 248 хозяйств и 1 колхоз.
C 1 августа 1941 года по 28 февраля 1944 года деревня находилась в оккупации.
В 1961 году население деревни Волошово составляло 435 человек.
По данным 1966 года деревня Волошово входила в состав Волошовского сельсовета и являлась его административным центром.
По данным 1973 года, это был уже посёлок Волошово, который также являлся административным центром Волошовского сельсовета.
По данным 1990 года посёлок Волошово являлся административным центром Волошовского сельсовета, в который входили 18 населённых пунктов общей численностью населения 1754 человека. С самом посёлке Волошово проживали 1215 человек.
В 1997 году в посёлке Волошово Волошовской волости проживали 1149 человек, в 2002 году — 977 человек (русские — 93 %).
В 2007 году в посёлке Волошово Волошовского СП проживали 1186 человек.

## География
Посёлок расположен в западной части района на автодороге 41К-145 (Ретюнь — Сара-Лог).
Расстояние до районного центра — 75 км.
Расстояние до ближайшей железнодорожной станции Серебрянка — 40 км.
Посёлок находится на левом берегу реки Керебежка (Загоренка).

## Демография
| 1838  | 1862 | 1961 | 1990  | 1997  | 2007  | 2010  |
| ----- | ---- | ---- | ----- | ----- | ----- | ----- |
| 194   | ↗262 | ↗435 | ↗1754 | ↘1149 | ↗1186 | ↘1134 |
| 2017  |      |      |       |       |       |       |
| ↗1195 |      |      |       |       |       |       |

## Улицы
Восточная, Железнодорожная, Нагорная, Новая, Северная, Школьная, Южная.